# Liceum profilowane
Liceum profilowane (z łac. licaeum od gr. Lykeion: szkoła założona przez Arystotelesa) – rodzaj szkoły ponadpodstawowej w Polsce które w 1999 po reformie szkolnictwa powstały w miejsce liceów zawodowych. Zgodnie z ustawą z dnia 19 sierpnia 2011 o zmianie ustawy o systemie oświaty, z dniem 1 września 2012 zlikwidowano klasę pierwszą, a w latach następnych zlikwidowane zostały kolejne klasy liceum profilowanego. Szkoły tego typu przestały funkcjonować do 1 września 2014.
Nauka w liceum profilowanym trwała trzy lata i kończyła się egzaminem maturalnym (do 2004 egzaminem dojrzałości). Była połączeniem liceum ogólnokształcącego z ukierunkowaniem nauki zawodu. Realizowała podstawę programową przeznaczoną dla szkół średnich i specjalizacje w czternastu profilach.
Proces kształcenia w liceum profilowanym miał na celu:
1. zapewnienie przygotowania ogólnokształcącego zapewniającego dostanie się i naukę w szkołach wyższych;
2. przygotowanie do egzaminu maturalnego na poziomie rozszerzonym w zakresie przedmiotów ogólnokształcących;
3. uzyskanie kwalifikacji zawodowych rozwijanych potem w krótkich cyklach kształcenia (1-3 semestry) w szkołach policealnych
4. umiejętność przekwalifikowania w trakcie przyszłej pracy zawodowej.

## Profile
- chemiczne badanie środowiska
- ekonomiczno-administracyjny
- elektroniczny
- elektrotechniczny
- kreowanie ubiorów
- kształtowanie środowiska
- leśnictwo i technologia drewna
- mechaniczne techniki wytwarzania
- mechatroniczny
- rolniczo-spożywczy
- socjalny
- transportowo-spedycyjny
- usługowo-gospodarczy
- zarządzanie informacją